# Ardisia generalensis
Ardisia generalensis är en viveväxtart som beskrevs av Ricketson och Pipoly. Ardisia generalensis ingår i släktet Ardisia och familjen viveväxter. Inga underarter finns listade i Catalogue of Life.